# Gieriel
Gieriel (ros. Герель) – wieś w Rosji, w Dagestanie, w rejonie tlaratińskim. W 2010 liczyła 395 mieszkańców, głównie Awarów.